# Фреэль
Фреэль (фр. Fréhel), настоящее имя Маргерит Бульк (фр. Marguerite Boulc'h; 13 июля 1891, Париж — 3 февраля 1951, там же) — французская певица, представительница «реалистической песни».

## Биография
Выросла в бедных парижских кварталах. Выступать начала в конце 1900-х годов, первая пластинка записана в 1908-м. Её концерты в мюзик-холле имели большой успех. В 1910 году вышла замуж за актёра Роберти. Их ребёнок умирает во младенчестве, и муж уходит к певице Дамии. Роман с Морисом Шевалье, который предпочёл ей Мистенгетт, приводит к попытке самоубийства и лишь усиливает пристрастие Фреэль к алкоголю и наркотикам. Фреэль уезжает заграницу (Восточная Европа, Турция). В Париж возвращается в 1923 году, морально опустошённая и сильно изменившаяся внешне, и вновь выступает на сцене, а также снимается в кино. Самыми известными фильмами, в которых она сыграла, были «Сюр де Лилас» 1931 года по пьесе Тристана Бернара и «Пепе ле Моко», в котором снялся Жан Габен.
В 1935 году Фреэль вновь выходит замуж. Последняя серия концертов Фреэль прошла в 1950 году. Певица умерла в бедности в своей квартире на улице Пигаль.
Самая известная песня — «La Java bleue» (1939).
Фреэль — один из персонажей фильма Жоанна Сфара Серж Генсбур: героическая жизнь, где её роль исполняет Иоланда Моро.
Запись Фреэль 1934 года «Si tu n'étais pas la» включена в саундтрек 2001 года к французской романтической комедии режиссёра Жан-Пьера Жёне «Амели» (Amélie).

## Песни
- «J’ai l’cafard» (1927)
- «La Valse des coups de pieds au… boum» (1927)
- «La Réserve»
- «L’Obsédé» (1930)
- «Pauvre grand» (1930)
- «Sous la blafarde» (1930)
- «Comme un moineau» (1930)
- «Comme une fleur» (1931)
- «La Coco» (1931)
- «Quand on a trop de cœur» (1931)
- «La Chanson du vieux marin» (1931)
- «À la dérive» (1931)
- «Musette» (1932)
- «Le Grand Léon» (1933)
- «C’est un mâle» (1933)
- «Si tu n'étais pas là» (1934)
- «La Peur» (1935)
- «Il encaisse tout» (1935)
- «Il est trop tard» (1935)
- «Où sont tous mes amants ?» (1935)
- «Rien ne vaut l’accordéon» (1935)
- «La Valse à tout le monde» (1936)
- «Le Fils de la femme poisson» (1936)
- «Les filles qui la nuit…» (1936)
- «Maison louche» (1936)
- «Tel qu'il est» (1936)
- «Et v’la pourquoi» (1936)
- «Où est-il donc ?» (1936)
- «Sous la flotte» (1936)
- «Tout change dans la vie» (1936)
- «C’est un petit bal musette» (1936)
- «Pleure» (1937)
- «Derrière la clique» (1938)
- «L’Amour des hommes» (1938)
- «La Chanson des fortifs» (1938)
- «La Môme Catch-catch» (1938)
- «Ohé ! les copains !» (1939)
- «La Der des der» (1939)
- «La Java bleue» (1939)- Русская народная песня «Миленький ты мой, возьми меня с собой, там в стране далёкой…»
- «Sans lendemain» (1939)